# Sauli Rytky
Sauli Rytky (* 6. Juni 1918 in Haapavesi; † 28. Juni 2006 ebenda) war ein finnischer Skilangläufer.
Rytky, der für den Ounasvaaran Hiihtoseura startete, belegte bei den nordischen Skiweltmeisterschaften 1938 in Lahti den 59. Platz über 18 km. Im Jahr 1944 wurde er finnischer Meister über 18 km. Im folgenden Jahr errang er bei den Lahti Ski Games den zweiten Platz über 18 km. Bei den Olympischen Winterspielen 1948 in St. Moritz holte er die Silbermedaille mit der Staffel. Im Lauf über 18 km belegte er dort den sechsten Platz. Nach seiner Karriere war er als Skilanglauftrainer tätig und von 1963 bis 1968 als Vorstandsmitglied beim finnischen Skiverband.